# Wolfgang Rohner-Radegast
Wolfgang Rohner-Radegast (* 1920 in Rehna (Mecklenburg); † 7. Juli 2002 in Freiburg  ) war ein deutscher Verlagslektor, Lehrer und Schriftsteller.

## Akademischer und beruflicher Werdegang
Rohner-Radegast studierte Orientalistik, Psychologie, Germanistik, Romanistik, Kunstgeschichte und Philosophie an den Universitäten in Berlin, Breslau, Leipzig, Zürich, Freiburg und Heidelberg. 1949 wurde Rohner-Radegast über ein Thema zu Franz Kafka promoviert.
Von 1949 bis 1954 arbeitete er als Verlagslektor beim Ernst Klett Verlag in Stuttgart. Hier entdeckte er für das deutsche Lesepublikum den britischen Autor Malcolm Lowry und dessen Roman Unter dem Vulkan, der 1951 in einer Übersetzung von Clemens ten Holder erschien.
Nach dem Lektorat war Wolfgang Rohner-Radegast zwei Jahre als Waldorflehrer tätig. Von 1956 bis 1980 übernahm er Dozenturen für das Goethe-Institut, davon drei Jahre in Indien.
Seit 1980 arbeitete Wolfgang Rohner-Radegast als Schriftsteller.

## Werke
- Semplicità. Stroemfeld/Roter Stern, Basel und Frankfurt am Main 1982, ISBN 978-3-87877-164-7.
- Germering. Stroemfeld/Roter Stern, Basel und Frankfurt am Main 1984.
- Geflüster-Wald. Gedichte, Edition Literarischer Salon im Focus Verlag, Gießen 1988
- Kinderblitz, Jambudvipa aus dem Großen Sutra Kinderblitz (Weltumsegler) (1924–1994). Band I (Erstes und zweites Buch.) Edition Isele, Eggingen 1999.
- Last Exit Poetry. Edition Isele, Eggingen 2002.

## Ehrungen
2001: Maria-Ensle-Preis der Kunststiftung Baden-Württemberg